# Wesley Blake
Cory James Weston (San Marcos, 4 settembre 1987) è un wrestler statunitense.
Weston è noto principalmente per i suoi trascorsi in WWE tra il 2013 e il 2021. Durante la sua permanenza ad NXT, Blake ha detenuto una volta l'NXT Tag Team Championship assieme a Buddy Murphy.

## Carriera

### Funking Conservatory (2011–2013)
Weston inizia a coltivare la passione per il wrestling sin dall'età di 3 anni. Diventa quindi uno studente della scuola di Dory Funk Jr., nota come Funking Conservatory, prendendo parte allo show !Bang! TV con il suo vero nome, Cory Weston. Dopo aver conseguito la laurea all'università, Weston si trasferisce ad Ocala nel 2011, per rimanere vicino alla locazione del Funking Conservatory. Combattente della scuola sin dal maggio 2011, Weston conquista più tardi anche il Funking Conservatory World Championship, così come l'European Championship ed il Florida Heavyweight Championship. Weston affronta anche Jerry Lawler in un eight-man tag team match nel maggio 2013.

### WWE (2013–2021)

#### NXT(2013–2020)
Nel giugno 2013, la WWE annuncia il recente ingaggio di Weston. Weston viene assegnato ad NXT il mese seguente con l'apertura del WWE Performance Center, in concomitanza con il suo futuro collega Buddy Murphy. Weston compie il suo debutto con il ring name Wesley Blake nell'episodio del 22 gennaio 2014 di NXT, interpretando la gimmick di un cowboy e venendo sconfitto dall'inglese Adrian Neville. Blake continua a fare da jobber nelle settimane successive, inanellando sconfitte contro avversari come Adam Rose, Mason Ryan e Sin Cara. Affronta inoltre senza successo gli Ascension in un match di coppia, con Cal Bishop come suo partner.
A partire dall'agosto 2014 Blake abbandona il personaggio del cowboy per formare un tag-team con Buddy Murphy. Nella puntata del 14 agosto di NXT, Blake e Murphy vengono sconfitti dai futuri Lucha Dragons (Kalisto e Sin Cara), nella prima fase di un torneo per determinare gli sfidanti ai titoli di coppia. Per il resto dell'anno, Blake e Murphy subiscono altre sconfitte in match di coppia contro i Lucha Dragons ed i Vaudevillains (Aiden English e Simon Gotch). Inizialmente il tag-team viene pubblicizzato con il nome di Team Thick, ma l'idea viene gradualmente abbandonata nei mesi successivi. Nel mese di ottobre, Blake e Murphy partecipano in un tag-team battle royal per decretare gli sfidanti ai titoli di coppia, ma vengono eliminati dagli Ascension.
Nell'episodio di NXT del 21 gennaio 2015, Blake e Murphy mettono a segno la loro prima vittoria trasmessa in tv, sconfiggendo i Vaudevillians. Questo consente alla coppia di sfidare i Lucha Dragons nell'episodio di NXT del 28 gennaio in un match titolato, dove Blake e Murphy conquistano per la prima volta l'NXT Tag Team Championship.
Il 31 gennaio, ad un house show di NXT, Blake e Murphy vengono presentati semplicemente con il loro cognome. Lo stesso accade nelle puntate trasmesse in televisione, a partire da NXT TakeOver: Rival, dove Blake e Murphy sconfiggono i Lucha Dragons in una rivincita per i titoli. Successivamente i due incominciano una faida con Enzo Amore e Colin Cassady, i quali erano intenzionati a conquistare i titoli di coppia. A NXT TakeOver: Unstoppable, nel corso del match titolato tra i due tag team, l'interferenza di Alexa Bliss, che attacca Carmella ed Amore, permette la vittoria ai campioni in carica e sancisce di fatto una nuova alleanza. Dopo numerose vittorie e difese dei titoli, Blake e Murphy perdono le cinture ad NXT TakeOver: Brooklyn a favore dei Vaudevillians: ciò pone fine ad un regno durato ben 219 giorni. Nella puntata di NXT del 24 maggio 2017 Blake è stato sconfitto da Drew McIntyre.
Dopo un lungo periodo di assenza di oltre un anno, Blake è tornato nella puntata di NXT del 5 settembre 2018, dove ha formato un tag team assieme a Steve Cutler, i Forgotten Sons; quella stessa sera, infatti, i due hanno fatto il loro debutto sconfiggendo gli Street Profits (Angelo Dawkins e Montez Ford). Al gruppo, successivamente, si è unito anche Jaxson Ryker.

#### SmackDown(2020–2021)
Nella puntata di SmackDown del 10 aprile 2020 Blake, assieme ai Forgotten Sons, ha debuttato nello show, e facendo coppia con Steve Cutler ha sconfitto i Lucha House Party (Gran Metalik e Lince Dorado). Nella puntata di SmackDown del 24 aprile i Forgotten Sons hanno attaccato gli SmackDown Tag Team Champions Big E e Kofi Kingston del New Day durante un segmento sul ring assieme a Gran Metalik e Lince Dorado dei Lucha House Party e John Morrison e The Miz. Nella puntata di SmackDown del 1º maggio Blake e Cutler hanno sconfitto gli SmackDown Tag Team Champions Big E e Kofi Kingston del New Day in un match non titolato. Nella puntata di SmackDown dell'8 maggio Blake, Cutler, John Morrison e The Miz hanno sconfitto i Lucha House Party e il New Day. Il 10 maggio, a Money in the Bank, Blake e Cutler hanno partecipato ad un Fatal 4-Way Tag Team match per lo SmackDown Tag Team Championship che comprendeva anche i campioni Big E e Kofi Kingston del New Day, John Morrison e The Miz e i Lucha House Party ma il match è stato vinto da Big E e Kingston. Nella puntata di SmackDown del 4 dicembre Blake è tornato dopo una lunghissima assenza assieme a Steve Cutler, e i due hanno aiutato King Corbin a sconfiggere Murphy. Nella puntata di SmackDown dell'11 dicembre Blake e Cutler hanno assunto il nome di The Knights of the Lone Wolf come sottoposti di King Corbin. Tuttavia, l'alleanza si è sciolta dopo che Cutler venne licenziato dalla WWE il 5 febbraio 2021.
Il 15 aprile 2021 Blake venne licenziato dalla WWE.

## Vita privata
Il 30 dicembre 2017, Weston sposò la collega Sara Lee con cui ebbe tre figli; il matrimonio terminò il 5 ottobre 2022, quando Weston rimase vedovo.

## Personaggio

### Mosse finali
- Six Star Frog Splash (Five star frog splash)[31]

### Soprannomi
- "Beautiful Blonde"
- "Cowboy"[34]
- "Wild"[3]

### Manager
- Alexa Bliss[35]
- Dory Funk Jr.

### Musiche d'ingresso
- Action Packed di Kosinus (NXT; 1º dicembre 2014–20 maggio 2015; usata in coppia con Buddy Murphy)
- Opposite Ends of the World dei CFO$ (NXT; 20 maggio 2015–6 luglio 2016; usata in coppia con Buddy Murphy)
- Ahead di Klooz & Sylvain Lux (NXT; 6 luglio 2016–20 maggio 2017)
- Devil Inside di Charlie Harper (NXT; 24 maggio 2017–2018)
- Do Unto Others dei CFO$ (NXT/main roster; 2018–2020; usata come membro dei Forgotten Sons)
- King's Darkness di Jim Johnston (2020–2021; usata come sottoposto di King Corbin)

## Titoli e riconoscimenti
- Funking Conservatory
  - FC European Championship (1)[6]

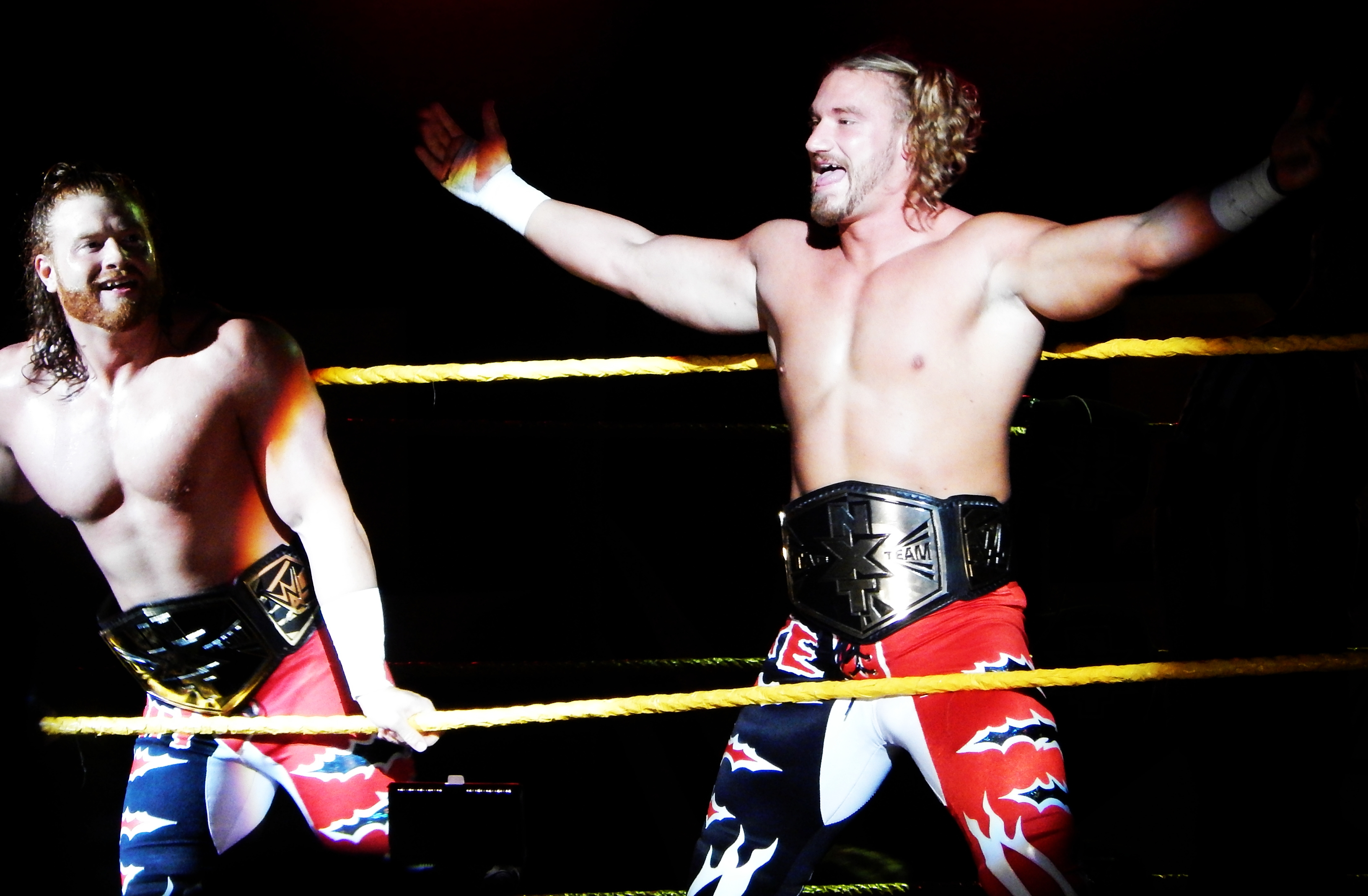
Blake (a sinistra) insieme a Murphy (a destra) con l'NXT Tag Team Championship, titolo che hanno detenuto una volta con 219 giorni di regno

  - FC Florida Heavyweight Championship (1)[9]
  - FC Heavyweight Championship (1)[8]
- Pro Wrestling Illustrated
  - 121º tra i 500 migliori wrestler singoli secondo PWI 500 (2015)[36]
- WWE
  - NXT Tag Team Championship (1)[28] – con Buddy Murphy/Murphy